# Vương Lệ Cần
Vương Lệ Cần (giản thể: 王励勤; phồn thể: 王勵勤; bính âm: Wáng Lìqín sinh ngày 18 tháng 6 năm 1978 tại Giang Tô, Trung Quốc) là một vận động viên bóng bàn Trung Quốc. Vương Lệ Cần được coi là tay vợt có cú tin tốt nhất thế giới.
Anh bắt đầu chơi bóng bàn từ năm lên 6 tuổi và được chọn vào đội tuyển bóng bàn nam Trung Quốc vào năm 1993 khi mới 15 tuổi.

## Lối chơi
Vương Lệ Cần có cú ve trái và cú giật phải khá mạnh. Chiều cao trên trung bình cho phép anh tăng tốc và tạo ra những cú đánh đầy uy lực.

## Giải thưởng
Vương Lệ Cần giành huy chương vàng đánh đôi tại Thế vận hội 2000 tại Sydney, Úc và huy chương đồng cá nhân tại Thế vận hội 2004 tổ chức tại Athena, Hy Lạp, huy chương đồng cá nhân cùng huy chương vàng đồng đội tại Thế vận hội 2008 tổ chức tại Bắc Kinh, Trung Quốc. Anh được xếp là tay vợt bóng bàn số 1 thế giới trong phần lớn năm 2005, 2006 và nửa đầu năm 2007.
Vương Lệ Cần giành chức vô địch thế giới lần đầu tiên tại Osaka, Nhật Bản vào năm 2001khi đáng bại Khổng lệnh Huy trong trận chung kết. Năm 2003, anh vào đến vòng tứ kết,một lần nữa giành chức vô địch thế giới tại giải năm 2005 tổ chức tại sau khi vượt qua tay vợt Mã LâmThượng Hải, Trung Quốc. Năm 2007 anh bảo vệ thành công chức vô địch thế giới tại giải tổ chức tại Zagreb, Croatia. Tháng 5 năm 2009, anh thua người đồng đội Wang Hao tại chung kết đơn nam thế giới tổ chức ở Yokohama, Nhật Bản. Tính đến tháng 5 năm 2009, anh được xếp hạng 5 trong số các tay vợt nam thế giới, theo bảng xếp hạng của ITTF (www.ittf.com).
Vương Lệ Cần vừa giành chức vô địch đồng đội bóng bàn thế giới 2005 sau khi đánh bại Hàn Quốc ở trận chung kết. Tiếp đó là các chức vô địch đồng đội vào năm 2006 ở Đức, 2008 ở Quảng Châu (Trung Quốc). Anh hiện đang chơi cho đội thành phố Thượng Hải.